# Wendy's

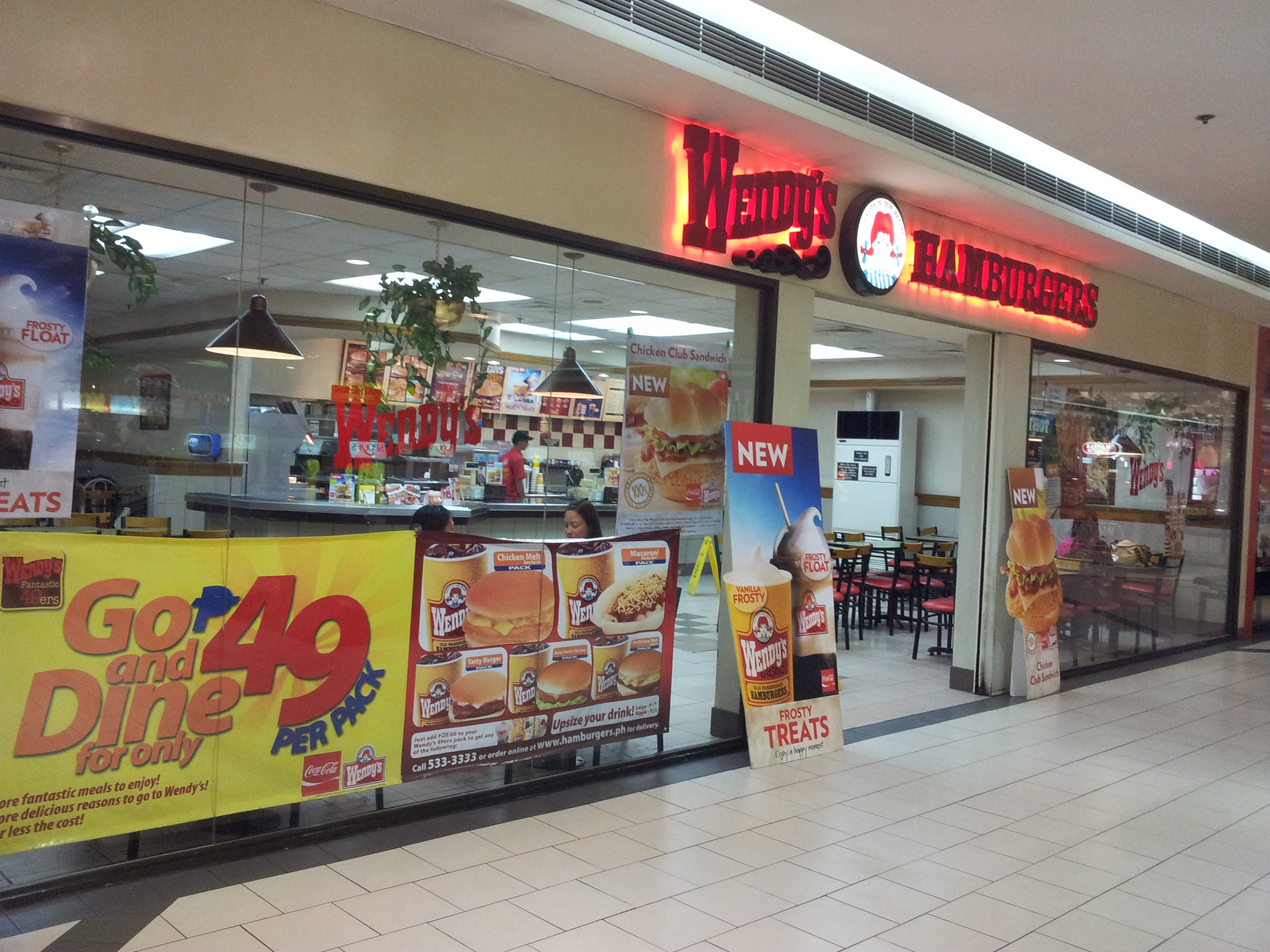
Pobočka řetězce v hlavním městě Filipín Manile

Wendy's je americký řetězec rychlého občerstvení. Vznikl v roce 1969 v Columbusu v Ohiu. Jeho zakladatelem je podnikatel Dave Thomas.
Typickými pokrmy, které ve svém menu nabízí, jsou hamburger, hranolky, salát, kuřecí sendvič a mražený dezert. Nabízí rovněž snídaňové menu.
K prosinci 2018 byl řetězec Wendy's se svými více než 6 700 pobočkami třetím největším řetězcem rychlého občerstvení na světě, který ve svém menu nabízel hamburgery, více poboček měly pouze řetězce McDonald's a Burger King.
V roce 2006 se sídlo firmy přesunulo z Columbusu do Dublinu v Ohiu. V listopadu 2023 měl řetězec téměř 7 200 poboček, 83 % z nich se nacházelo ve Spojených státech amerických. V Česku, stejně jako ve většině zemí Evropy, řetězec nepůsobí, ačkoliv v Německu či Polsku v minulosti své pobočky měl.
Typickým produktem společnosti byl mj. sendvič Big Classic, jehož prodej však společnost Wendy's ukončila.

## Wendy's v Česku
Firma se plánuje rozšířit i do České republiky. Datum ani místo otevření první pobočky zatím nezveřejnila.